# Après la bataille
Pour plus de détails, voir Fiche technique et Distribution.
Après la bataille (بعد الموقعة, Baad el Mawkeaa) est un film égyptien réalisé par Yousry Nasrallah, sorti en 2012. Il est en sélection officielle au Festival de Cannes 2012.

## Synopsis
Le film se déroule en Égypte pendant le printemps arabe.

## Fiche technique
- Titre original : بعد الموقعة, Baad el Mawkeaa
- Titre français : Après la bataille
- Réalisation : Yousry Nasrallah
- Sociétés de production : Siècle Productions
- Société de distribution : MK2 / Studio 37
- Pays d'origine :  Égypte,  France
- Date de sortie : 19 septembre 2012

## Distribution
- Menna Shalabi : Reem
- Bassem Samra : Mahmoud
- Nahed El Sebaï : Fatma
- Salah Abdallah : Haj Abdallah
- Phaedra Al-Masri : Dina
- Abdallah Medhat : Abdallah
- Momen Medhat : Momen